# Koszlan
Koszlan (oroszul: Кослан) falu Oroszországban, Komiföldön, az Udor járás székhelye.
Lakossága: 2288 fő (a 2010. évi népszámláláskor).

## Fekvése
Komiföld nyugati részén, Sziktivkartól kb. 270 km-re északnyugatra, a Mezeny felső folyásának jobb partján fekszik. A Komiföldet átszelő Kotlasz–Vorkuta vasúti fővonalról Mikunynál leágazó szárnyvonal (egyik) végpontja. Közút köti össze a Vicsegda partján fekvő Ajkinóval és azon át Sziktivkarral.
A településnél 1937–2006 között mért legalacsonyabb hőmérséklet –49,2 °C (1973. december), a legmagasabb 34,6 °C (1954. július).

## Története
A terület benépesítése a mai Koszlan közelében, egy Udor nevű kis teleppel kezdődött (mai neve Nyizsnyij Udor). Akkori lakói a vizenyős völgyben alapított telepről magasabban fekvő, szárazabb helyre költöztek. (Az „udor” jelentése 'alsó, lenti, a folyón lejjebb'.) A Mezeny és a Vaska folyók felső szakaszának körzetét ma is Udorá-nak nevezik, a járás is erről kapta nevét.
Egy 1586. évi leírás megemlíti Koszlan nevét, ahol akkor hat lakott udvar (porta) volt, további kettő üresen állt. A település első egyházi iskolája 1869-ben nyílt meg, falusi iskoláját 1876-ban alapították.
Az 1960-as évek végétől bolgár munkások folytattak építkezést és fakitermelést az Udor járás erdőségeiben. Három településük közül a legnagyobbat, Uszogorszkot 15 km-re Koszlantól építették fel. A kitermelt fát Bulgáriába exportálták. 
A Mikunyból Koszlanba vezető szárnyvonal létesítését a települések felépítése, ellátása és elsősorban a kitermelt fa elszállítása tette szükségessé. (Ebből a Vaska folyón fekvő Vengyingába is épült egy rövid leágazás). Építése 1963-ban kezdődött, 1968 elején haladt át rajta az első szerelvény. (Egy forrás szerint 1974-ben indult meg rajta a rendszeres közlekedés.) 
A Koszlan melletti kialakított repülőtéren 1977-ben szállt le az első AN-24 típusú repülőgép. 

## Népesség
- 2002-ben 2 672 lakosa volt, melynek 79%-a komi és 19%-a orosz.
- 2010-ben 2 288 lakosa volt.

## Kultúra
Komiföld járási múzeumai közül egyedül a koszlani helytörténeti múzeum kapott nevében szerepel hivatalosan a „nemzeti” (nacionalnij) szó: Az Udorai járás Nemzeti Múzeuma. Az 1985-ben megnyitott múzeum állandó kiállítása elsősorban az udorai komik életmódját, a világháború frontharcosainak emléktárgyait és a vidék állatvilágát mutatja be. 